# Caratteristiche tecniche della Fiat Nuova 500

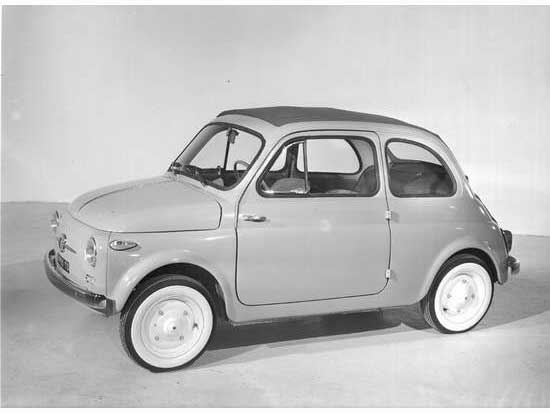
Una FIAT Nuova 500 della prima serie

Caratteristiche tecniche della FIAT Nuova 500:

## Nuova 500 I serie
Prodotta da luglio 1957 a settembre 1957, prezzo di lancio 490.000 lire

### Motore

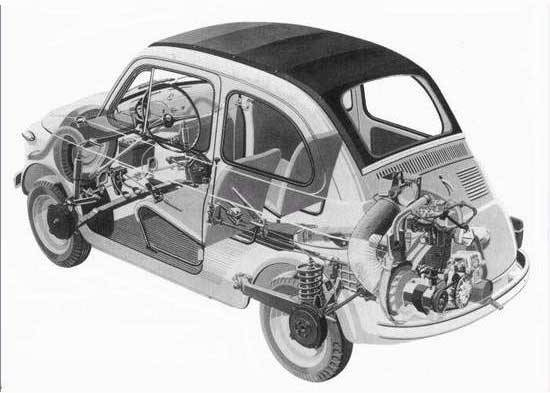
Spaccato della FIAT Nuova 500 prima serie

- Posteriore a sbalzo, 2 cilindri verticali in linea, 4 tempi, ciclo Otto
- Cilindrata 479 cm³
- Alesaggio 66 mm
- Corsa 70 mm
- Rapporto di compressione 6,55:1
- Potenza massima 13,5 CV a 4000 rpm
- Distribuzione ad aste e bilancieri con albero a camme nel basamento comandato a catena, valvole in testa
- Accensione comandata con bobina e spinterogeno a spazzola rotante e puntine platinate
- Alimentazione a benzina normale con carburatore invertito Weber 26IMB
- Lubrificazione forzata con pompa a ingranaggi, filtro dell'olio centrifugo
- Raffreddamento ad aria forzata con ventilatore, valvola termostatica
- Impianto elettrico a 12V, dinamo per la ricarica della batteria, batteria da 12V 32Ah

### Trasmissione
- Trazione posteriore
- Cambio di velocità a 4 rapporti + retromarcia, comando a cloche
- Rapporto finale 8:41
- Frizione monodisco a secco senza parastrappi, comando meccanico

### Freni
Idraulici a tamburo sulle quattro ruote, freno di stazionamento meccanico a mano sulle ruote posteriori

### Sospensioni
- Anteriori a quadrilateri deformabili con ammortizzatori telescopici, bracci inferiori, balestra trasversale
- Posteriori a ruote indipendenti con bracci triangolari oscillanti, molle elicoidali e ammortizzatori telescopici coassiali
- Pneumatici 125 12" a tele incrociate su cerchi in acciaio a disco chiuso

### Telaio
- Scocca portante.
- Carrozzeria chiusa con tetto apribile fino al lunotto.
- Carreggiata anteriore 1121 mm.
- Carreggiata posteriore 1135 mm.
- Passo 1840 mm.
- Sterzo a vite e settore.
- Altezza 1325 mm.
- Lunghezza 2970 mm.
- Larghezza 1320 mm.
- Peso a pieno carico 680 kg.

### Prestazioni
Velocità massima 85 km/h

## Nuova 500 II serie
Prodotta da settembre 1957 a novembre 1957. Dati tecnici della prima serie.

## 500 economica e 500 normale
Prodotta da novembre 1957 a marzo 1959, prezzi di lancio 465.000 lire e 490.000 lire.

### Motore
- Posteriore a sbalzo, 2 cilindri verticali in linea, 4 tempi, ciclo Otto
- Cilindrata 479 cm³
- Alesaggio 66 mm
- Corsa 70 mm
- Rapporto di compressione 6,55:1
- Potenza massima 15 CV a 4000 rpm
- Distribuzione ad aste e bilancieri con albero a camme nel basamento comandato a catena, valvole in testa
- Accensione comandata con bobina e spinterogeno a spazzola rotante e puntine platinate
- Alimentazione a benzina normale con carburatore invertito Weber 26IMB
- Lubrificazione forzata con pompa a ingranaggi, filtro dell'olio centrifugo
- Raffreddamento ad aria forzata con ventilatore, valvola termostatica
- Impianto elettrico a 12V, dinamo per la ricarica della batteria, batteria da 12V 32Ah

### Trasmissione
- Trazione posteriore
- Cambio di velocità a 4 rapporti + retromarcia, comando a cloche
- Rapporto finale 8:41
- Frizione monodisco a secco senza parastrappi, comando meccanico

### Freni
Idraulici a tamburo sulle quattro ruote, freno di stazionamento meccanico a mano sulle ruote posteriori

### Sospensioni
- Anteriori a quadrilateri deformabili con ammortizzatori telescopici, bracci inferiori, balestra trasversale
- Posteriori a ruote indipendenti con bracci triangolari oscillanti, molle elicoidali e ammortizzatori telescopici coassiali
- Pneumatici 125 12" a tele incrociate su cerchi in acciaio

### Telaio
- Scocca portante
- Carrozzeria chiusa con tetto apribile fino al lunotto
- Carreggiata anteriore 1121 mm
- Carreggiata posteriore 1135 mm
- Passo 1840 mm
- Sterzo a vite e settore
- Altezza 1325 mm
- Lunghezza 2970 mm
- Larghezza 1320 mm
- Peso a pieno carico 680 kg

### Prestazioni
Velocità massima circa 90 km/h

## 500 sport
Prezzo di lancio 560.000 lire.

### Motore
- Posteriore a sbalzo, 2 cilindri verticali in linea, 4 tempi, ciclo Otto
- Cilindrata 499,5 cm³
- Alesaggio 67,4 mm
- Corsa 70 mm
- Rapporto di compressione 8,6:1
- Potenza massima 21,5 CV a 4600 rpm
- Distribuzione ad aste e bilancieri con albero a camme nel basamento comandato a catena, valvole in testa
- Accensione comandata con bobina e spinterogeno a spazzola rotante e puntine platinate
- Alimentazione a benzina normale con carburatore invertito Weber 26IMB2
- Lubrificazione forzata con pompa a ingranaggi, filtro dell'olio centrifugo
- Raffreddamento ad aria forzata con ventilatore, valvola termostatica
- Impianto elettrico a 12V, dinamo per la ricarica della batteria, batteria da 12V 32Ah

### Trasmissione
- Trazione posteriore
- Cambio di velocità a 4 rapporti + retromarcia, comando a cloche
- Rapporto finale 8:39
- Frizione monodisco a secco senza parastrappi, comando meccanico

### Freni
Idraulici a tamburo sulle quattro ruote, freno di stazionamento meccanico a mano sulle ruote posteriori

### Sospensioni
- Anteriori a quadrilateri deformabili con ammortizzatori telescopici, bracci inferiori, balestra trasversale
- Posteriori a ruote indipendenti con bracci triangolari oscillanti, molle elicoidali e ammortizzatori telescopici coassiali
- Pneumatici 125 12" a tele incrociate su cerchi in acciaio

### Telaio
- Scocca portante
- Carrozzeria chiusa con tetto rigido oppure con tetto apribile
- Carreggiata anteriore 1121 mm
- Carreggiata posteriore 1135 mm
- Passo 1840 mm
- Sterzo a vite e settore
- Altezza 1335 mm
- Lunghezza 2970 mm
- Larghezza 1320 mm
- Raggio minimo di sterzata 4300 mm
- Peso in ordine di marcia 510 kg
- Peso a pieno carico della versione tetto rigido 720 kg

### Prestazioni
Velocità massima oltre 105 km/h

## 500 trasformabile e 500 tetto apribile
Prodotta da marzo 1959 a ottobre 1960, prezzi di lancio 395.000 lire e 435.000 lire.

### Motore
- Posteriore a sbalzo, 2 cilindri verticali in linea, 4 tempi, ciclo Otto
- Cilindrata 479 cm³
- Alesaggio 66 mm
- Corsa 70 mm
- Rapporto di compressione 7:1
- Potenza massima 16,5 CV a 4200 rpm
- Distribuzione ad aste e bilancieri con albero a camme nel basamento comandato a catena, valvole in testa
- Accensione comandata con bobina e spinterogeno a spazzola rotante e puntine platinate
- Alimentazione a benzina normale con carburatore invertito Weber 26IMB1
- Lubrificazione forzata con pompa a ingranaggi, filtro dell'olio centrifugo
- Raffreddamento ad aria forzata con ventilatore, valvola termostatica
- Impianto elettrico a 12V, dinamo per la ricarica della batteria, batteria da 12V 32Ah

### Trasmissione
- Trazione posteriore
- Cambio di velocità a 4 rapporti + retromarcia, comando a cloche
- Rapporto finale 8:41
- Frizione monodisco a secco senza parastrappi, comando meccanico

### Freni
Idraulici a tamburo sulle quattro ruote, freno di stazionamento meccanico a mano sulle ruote posteriori

### Sospensioni
- Anteriori a quadrilateri deformabili con ammortizzatori telescopici, bracci inferiori, balestra trasversale
- Posteriori a ruote indipendenti con bracci triangolari oscillanti, molle elicoidali e ammortizzatori telescopici coassiali
- Pneumatici 125 12" a tele incrociate su cerchi in acciaio

### Telaio
- Scocca portante
- Carrozzeria chiusa con tetto apribile corto o lungo
- Carreggiata anteriore 1121 mm
- Carreggiata posteriore 1135 mm
- Passo 1840 mm
- Sterzo a vite e settore
- Altezza 1325 mm
- Lunghezza 2970 mm
- Larghezza 1320 mm
- Peso a pieno carico 780 kg

### Prestazioni
Velocità massima 90 km/h

## 500D
Prodotta dal 1960 al 1965, prezzo di lancio 450.000 lire

### Motore
- Posteriore a sbalzo, 2 cilindri verticali in linea, 4 tempi, ciclo Otto
- Cilindrata 499,5 cm³
- Alesaggio 67,4 mm
- Corsa 70 mm
- Rapporto di compressione 7,1:1
- Potenza massima 17,5 CV a 4400 rpm
- Distribuzione ad aste e bilancieri con albero a camme nel basamento comandato a catena, valvole in testa
- Accensione comandata con bobina e spinterogeno a spazzola rotante e puntine platinate
- Alimentazione a benzina normale con carburatore invertito Weber 26IMB4
- Lubrificazione forzata con pompa a ingranaggi, filtro dell'olio centrifugo
- Raffreddamento ad aria forzata con ventilatore, valvola termostatica
- Impianto elettrico a 12V, dinamo per la ricarica della batteria, batteria da 12V 32Ah

### Trasmissione
- Trazione posteriore
- Cambio di velocità a 4 rapporti + retromarcia, comando a cloche
- Rapporto finale 8:41
- Frizione monodisco a secco senza parastrappi, comando meccanico

### Freni
Idraulici a tamburo sulle quattro ruote, freno di stazionamento meccanico a mano sulle ruote posteriori

### Sospensioni
- Anteriori a quadrilateri deformabili con ammortizzatori telescopici, bracci inferiori, balestra trasversale
- Posteriori a ruote indipendenti con bracci triangolari oscillanti, molle elicoidali e ammortizzatori telescopici coassiali
- Pneumatici 125 12" a tele incrociate o radiali su cerchi in acciaio

### Telaio
- Scocca portante
- Carrozzeria chiusa con tetto apribile
- Carreggiata anteriore 1121 mm
- Carreggiata posteriore 1135 mm
- Passo 1840 mm
- Sterzo a vite e settore
- Altezza 1325 mm
- Lunghezza 2970 mm
- Larghezza 1320 mm
- Raggio minimo di sterzata 4300 mm
- Peso in ordine di marcia 500 kg
- Peso a pieno carico 820 kg

### Prestazioni
Velocità massima 95 km/h

### Allestimenti
| anni di produzione | colore                    | selleria 1                               | selleria 2                               |
| ------------------ | ------------------------- | ---------------------------------------- | ---------------------------------------- |
| 1960-1965          | rosso medio (115)         | beige con lunetta bianca e bordi bianchi |                                          |
| 1960-1963          | avorio chiaro (214)       | rosso con lunetta bianca e bordi bianchi |                                          |
| 1963-1965          | bianco (233)              | rosso con lunetta bianca e bordi bianchi |                                          |
| 1962-1965          | verde chiaro (263)        | beige con lunetta bianca e bordi bianchi | verde con lunetta bianca e bordi bianchi |
| 1961               | verde scuro (315)         | beige con lunetta bianca e bordi bianchi | verde con lunetta bianca e bordi bianchi |
| 1960-1963          | verde chiaro (363)        | beige con lunetta bianca e bordi bianchi | verde con lunetta bianca e bordi bianchi |
| 1960-1963          | verde chiaro (372)        | beige con lunetta bianca e bordi bianchi | verde con lunetta bianca e bordi bianchi |
| 1963-1964          | verde oasi (383)          | beige con lunetta bianca e bordi bianchi | verde con lunetta bianca e bordi bianchi |
| 1960-1963          | celeste medio (403)       | rosso con lunetta bianca e bordi bianchi |                                          |
| 1961-1963          | azzurro pervinca (413)    | rosso con lunetta bianca e bordi bianchi |                                          |
| 1963-1965          | azzurro acquamarina (433) | rosso con lunetta bianca e bordi bianchi |                                          |
| 1963-1965          | blu medio (453)           | rosso con lunetta bianca e bordi bianchi |                                          |
| 1960-1963          | blu medio (469)           | rosso con lunetta bianca e bordi bianchi |                                          |
| 1961-1963          | blu medio (485)           | rosso con lunetta bianca e bordi bianchi |                                          |
| 1960-1965          | blu scuro (456)           | rosso con lunetta bianca e bordi bianchi |                                          |
| 1963-1964          | blu chiaro marino (486)   | rosso con lunetta bianca e bordi bianchi |                                          |
| 1963-1965          | beige sabbia (583)        | beige con lunetta bianca e bordi bianchi |                                          |
| 1960-1964          | grigio chiaro (615)       | rosso con lunetta bianca e bordi bianchi |                                          |
| 1963-1964          | grigio scuro (634)        | rosso con lunetta bianca e bordi bianchi |                                          |
| 1963-1965          | grigio medio (653)        | rosso con lunetta bianca e bordi bianchi |                                          |
| 1963-1964          | grigio cenere (697)       | rosso con lunetta bianca e bordi bianchi |                                          |

## 500 Giardiniera
Prodotta dal 1960 al 1977, prezzo di lancio 565.000 lire.

### Motore
- Posteriore a sogliola, 2 cilindri orizzontali affiancati, 4 tempi, ciclo Otto
- Cilindrata 499,5 cm³
- Alesaggio 67,4 mm
- Corsa 70 mm
- Rapporto di compressione 7,1:1
- Potenza massima 21 CV SAE a 4000 rpm
- Distribuzione ad aste e bilancieri con albero a camme nel basamento comandato a catena, valvole in testa
- Accensione comandata con bobina e spinterogeno a spazzola rotante e puntine platinate
- Alimentazione a benzina normale con carburatore orizzontale Weber 26 OC
- Lubrificazione forzata con pompa a ingranaggi, filtro dell'olio centrifugo
- Raffreddamento ad aria forzata con ventilatore, valvola termostatica
- Impianto elettrico a 12V, dinamo per la ricarica della batteria, batteria da 12V 32Ah

### Trasmissione
- Trazione posteriore
- Cambio di velocità a 4 rapporti + retromarcia, comando a cloche
- Rapporto finale 8:41
- Frizione monodisco a secco senza parastrappi, comando meccanico

### Freni
Idraulici a tamburo sulle quattro ruote, freno di stazionamento meccanico a mano sulle ruote posteriori

### Sospensioni
- Anteriori a quadrilateri deformabili con ammortizzatori telescopici, bracci inferiori, balestra trasversale
- Posteriori a ruote indipendenti con bracci triangolari oscillanti, molle elicoidali e ammortizzatori telescopici coassiali
- Pneumatici 125 12" a tele incrociate o radiali su cerchi in acciaio

### Telaio
- Scocca portante
- Carrozzeria chiusa con tetto apribile
- Carreggiata anteriore 1121 mm
- Carreggiata posteriore 1131 mm
- Passo 1940 mm
- Sterzo a vite e settore
- Altezza 1354 mm
- Lunghezza 3185 mm
- Larghezza 1320 mm
- Raggio minimo di sterzata 4300 mm
- Peso in ordine di marcia 560 kg (555 kg fino alla vettura numero 141707)
- Peso a pieno carico 875 kg

### Prestazioni
Velocità massima oltre 95 km/h

## 500F
Prodotta dal 1965 al 1972, prezzo di lancio 475.000 lire.

### Motore
- Posteriore a sbalzo, 2 cilindri verticali in linea, 4 tempi, ciclo Otto
- Cilindrata 499,5 cm³
- Alesaggio 67,4 mm
- Corsa 70 mm
- Rapporto di compressione 7,1:1
- Potenza massima 18 CV a 4600 rpm
- Distribuzione ad aste e bilancieri con albero a camme nel basamento comandato a catena, valvole in testa
- Accensione comandata con bobina e spinterogeno a spazzola rotante e puntine platinate
- Alimentazione a benzina normale con carburatore invertito Weber 26IMB4
- Lubrificazione forzata con pompa a ingranaggi, filtro dell'olio centrifugo
- Raffreddamento ad aria forzata con ventilatore, valvola termostatica
- Impianto elettrico a 12V, dinamo per la ricarica della batteria, batteria da 12V 32Ah

### Trasmissione
- Trazione posteriore
- Cambio di velocità a 4 rapporti + retromarcia, comando a cloche
- Rapporto finale 8:41
- Frizione monodisco a secco senza parastrappi, comando meccanico

### Freni
Idraulici a tamburo sulle quattro ruote, freno di stazionamento meccanico a mano sulle ruote posteriori

### Sospensioni
- Anteriori a quadrilateri deformabili con ammortizzatori telescopici, bracci inferiori, balestra trasversale
- Posteriori a ruote indipendenti con bracci triangolari oscillanti, molle elicoidali e ammortizzatori telescopici coassiali
- Pneumatici 125 12" a tele incrociate o radiali su cerchi in acciaio

### Telaio
- Scocca portante
- Carrozzeria chiusa con tetto apribile
- Carreggiata anteriore 1121 mm
- Carreggiata posteriore 1135 mm
- Passo 1840 mm
- Sterzo a vite e settore
- Altezza 1325 mm
- Lunghezza 2970 mm
- Larghezza 1320 mm
- Peso a pieno carico 840 kg

### Prestazioni
Velocità massima oltre 95 km/h

## Accessori a richiesta
Pneumatici fianco bianco e radio

### Allestimenti
| anni di produzione | colore                    | selleria dal 1965 al 1968                        | selleria dal 1968 al 1972                      |
| ------------------ | ------------------------- | ------------------------------------------------ | ---------------------------------------------- |
| 1965-1971          | rosso medio (115)         | beige con lunetta bianca e bordi bianchi         | cuoio con lunetta in tinta e bordi neri        |
| 1968-1972          | rosso corallo (102)       |                                                  | cuoio o neri con lunetta in tinta e bordi neri |
| 1971-1972          | rosso corallo scuro (165) |                                                  | cuoio con lunetta in tinta e bordi neri        |
| 1965-1972          | bianco (233)              | rosso con lunetta bianca e bordi bianchi         | rosso con lunetta in tinta e bordi neri        |
| 1965-1968          | azzurro acquamarina (433) | rosso con lunetta bianca e bordi bianchi         | rosso con lunetta in tinta e bordi neri        |
| 1965-1968          | blu medio (453)           | rosso con lunetta bianca e bordi bianchi         | cuoio con lunetta in tinta e bordi neri        |
| 1965-1972          | blu scuro (456)           | rosso o beige con lunetta bianca e bordi bianchi | cuoio con lunetta in tinta e bordi neri        |
| 1970-1971          | blu oriente (498)         |                                                  | cuoio con lunetta in tinta e bordi neri        |
| 1965-1972          | beige sabbia (583)        | beige con lunetta bianca e bordi bianchi         | cuoio con lunetta in tinta e bordi neri        |
| 1965-1972          | grigio medio (653)        | rosso con lunetta bianca e bordi bianchi         | rosso con lunetta in tinta e bordi neri        |
| 1970-1971          | grigio garda (604)        |                                                  | rosso con lunetta in tinta e bordi neri        |
| 1968-1972          | avorio antico (234)       |                                                  | cuoio con lunetta in tinta e bordi neri        |

## 500L
Prodotta dal 1968 al 1972, prezzo di lancio 525.000 lire.

### Motore
- Posteriore a sbalzo, 2 cilindri verticali in linea, 4 tempi, ciclo Otto
- Cilindrata 499,5 cm³
- Alesaggio 67,4 mm
- Corsa 70 mm
- Rapporto di compressione 7,1:1
- Potenza massima 18 CV a 4600 rpm
- Distribuzione ad aste e bilancieri con albero a camme nel basamento comandato a catena, valvole in testa
- Accensione comandata con bobina e spinterogeno a spazzola rotante e puntine platinate
- Alimentazione a benzina normale con carburatore invertito Weber 26IMB4
- Lubrificazione forzata con pompa a ingranaggi, filtro dell'olio centrifugo
- Raffreddamento ad aria forzata con ventilatore, valvola termostatica
- Impianto elettrico a 12V, dinamo per la ricarica della batteria, batteria da 12V 32Ah

### Trasmissione
- Trazione posteriore
- Cambio di velocità a 4 rapporti + retromarcia, comando a cloche
- Rapporto finale 8:41
- Frizione monodisco a secco senza parastrappi, comando meccanico

### Freni
Idraulici a tamburo sulle quattro ruote, freno di stazionamento meccanico a mano sulle ruote posteriori

### Sospensioni
- Anteriori a quadrilateri deformabili con ammortizzatori telescopici, bracci inferiori, balestra trasversale
- Posteriori a ruote indipendenti con bracci triangolari oscillanti, molle elicoidali e ammortizzatori telescopici coassiali
- Pneumatici 125 12" a tele incrociate o radiali su cerchi in acciaio

### Telaio
- Scocca portante
- Carrozzeria chiusa con tetto apribile
- Carreggiata anteriore 1121 mm
- Carreggiata posteriore 1135 mm
- Passo 1840 mm
- Sterzo a vite e settore
- Altezza 1325 mm
- Lunghezza 2970 mm
- Larghezza 1320 mm
- Peso a pieno carico 840 kg

### Prestazioni
Velocità massima oltre 95 km/h

### Allestimenti
| anni di produzione | colore                    | selleria 1                                        | selleria 2                                          |
| ------------------ | ------------------------- | ------------------------------------------------- | --------------------------------------------------- |
| 1968-1972          | rosso corallo (102)       | nero con moquette nera                            | nero con moquette nera                              |
| 1969-1972          | rosso medio (115)         | nero con moquette nera                            | nero con moquette rossa                             |
| 1971-1972          | rosso corallo scuro (165) | nero con moquette nera                            | nero con moquette rossa                             |
| 1968-1972          | bianco (233)              | nero con moquette nera                            | nero con moquette rossa                             |
| 1968-1972          | blu scuro (456)           | beige con moquette beige                          | rosso con moquette nera                             |
| 1968-1971          | blu turchese (419)        | rosso con moquette nera o beige con moquette nera | rosso con moquette rossa o beige con moquette beige |
| 1968-1972          | beige sabbia (583)        | beige con moquette beige                          | beige con moquette nera                             |
| 1968-1972          | avorio antico (234)       | nera con moquette nera                            | beige con moquette nera o beige                     |
| 1968-1972          | giallo positano (208)     | nero con moquette nera                            | nero con moquette rossa                             |
| 1971-1972          | giallo Tahiti (276)       | nero con moquette nera                            | nero con moquette rossa                             |
| 1968-1971          | nero (601)                | rosso con moquette nera                           | rosso con moquette rossa                            |
| 1970-1972          | nero (600)                | rosso con moquette nera                           | rosso con moquette rossa                            |

## 500R
Prodotta dal 1972 al 1975, prezzo di lancio 660.000 lire.

### Motore
- Posteriore a sbalzo, 2 cilindri verticali in linea, 4 tempi, ciclo Otto
- Cilindrata 594 cm³
- Alesaggio 73,5 mm
- Corsa 70 mm
- Rapporto di compressione 7,5:1
- Potenza massima 18 CV
- Distribuzione ad aste e bilancieri con albero a camme nel basamento comandato a catena, valvole in testa
- Accensione comandata con bobina e spinterogeno a spazzola rotante e puntine platinate
- Alimentazione a benzina normale con carburatore Weber invertito 24IMB
- Lubrificazione forzata con pompa a ingranaggi, filtro dell'olio centrifugo
- Raffreddamento ad aria forzata con ventilatore, valvola termostatica
- Impianto elettrico a 12V, dinamo per la ricarica della batteria, batteria da 12V 32Ah

### Trasmissione
- Trazione posteriore
- Cambio di velocità a 4 rapporti + retromarcia, comando a cloche
- Rapporto finale 8:39
- Frizione monodisco a secco senza parastrappi, comando meccanico

### Freni
Idraulici a tamburo sulle quattro ruote, freno di stazionamento meccanico a mano sulle ruote posteriori

### Sospensioni
- Anteriori a quadrilateri deformabili con ammortizzatori telescopici, bracci inferiori, balestra trasversale
- Posteriori a ruote indipendenti con bracci triangolari oscillanti, molle elicoidali e ammortizzatori telescopici coassiali
- Pneumatici 125/12 a tele incrociate o radiali su cerchi con canale da 3.5 pollici in acciaio stampato

### Telaio
- Scocca portante
- Carrozzeria chiusa con tetto apribile
- Carreggiata anteriore 1121 mm
- Carreggiata posteriore 1135 mm
- Passo 1840 mm
- Sterzo a vite e settore
- Altezza 1325 mm
- Lunghezza 2970 mm
- Larghezza 1320 mm
- Peso a pieno carico 840 kg

### Prestazioni
Velocità massima oltre 100 km/h

## Evoluzione tecnica della FIAT Nuova 500 (1957-1975)
| Modello            | Produzione    | Produzione     | Prezzo di lancio (lire) | Cilindrata (cm³) | Alesaggio (mm) | Corsa (mm) | Rapp. di compress. | Potenza massima           | Dimensioni (mm) | Dimensioni (mm) | Dimensioni (mm) | Peso a pieno carico (kg) | Velocità massima (km/h) |
| Modello            | dal           | al             | Prezzo di lancio (lire) | Cilindrata (cm³) | Alesaggio (mm) | Corsa (mm) | Rapp. di compress. | Potenza massima           | Alt.            | Lungh.          | Largh.          | Peso a pieno carico (kg) | Velocità massima (km/h) |
| ------------------ | ------------- | -------------- | ----------------------- | ---------------- | -------------- | ---------- | ------------------ | ------------------------- | --------------- | --------------- | --------------- | ------------------------ | ----------------------- |
| Nuova 500 I serie  | luglio 1957   | settembre 1957 | 490.000                 | 479,0            | 66,0           | 70         | 6,55:1             | 13,5 cv a 4000 giri/min   | 1325            | 2970            | 1320            | 680                      | 85                      |
| 500 economica      | novembre 1957 | marzo 1959     | 465.000                 | 479,0            | 66,0           | 70         | 6,55:1             | 15 CV a 4000 giri/min     | 1325            | 2970            | 1320            | 680                      | 90                      |
| 500 normale        | novembre 1957 | marzo 1959     | 490.000                 | 479,0            | 66,0           | 70         | 6,55:1             | 15 CV a 4000 giri/min     | 1325            | 2970            | 1320            | 680                      | 90                      |
| 500 sport          |               |                | 560.000                 | 499,5            | 67,4           | 70         | 8,6:1              | 21,5 CV a 4600 giri/min   | 1325            | 2970            | 1320            | 720                      | oltre 105               |
| 500 trasformabile  | marzo 1959    | ottobre 1960   | 395.000                 | 479,0            | 66,0           | 70         | 7:1                | 16,5 CV a 4200 giri/min   | 1325            | 2970            | 1320            | 780                      | 90                      |
| 500 tetto apribile | marzo 1959    | ottobre 1960   | 435.000                 | 479,0            | 66,0           | 70         | 7:1                | 16,5 CV a 4200 giri/min   | 1325            | 2970            | 1320            | 780                      | 90                      |
| 500D               | 1960          | 1965           | 450.000                 | 499,5            | 67,4           | 70         | 7,1:1              | 17,5 CV a 4000 giri/min   | 1325            | 2970            | 1320            | 820                      | 95                      |
| 500 Giardiniera    | 1960          | 1977           | 565.000                 | 499,5            | 67,4           | 70         | 7,1:1              | 21 CV SAE a 4000 giri/min | 1354            | 3182            | 1323            | 875                      | oltre 95                |
| 500F               | 1965          | 1972           | 475.000                 | 499,5            | 67,4           | 70         | 7,1:1              | 18 CV a 4600 giri/min     | 1325            | 2970            | 1320            | 840                      | oltre 95                |
| 500L               | 1968          | 1972           | 525.000                 | 499,5            | 67,4           | 70         | 7,1:1              | 18 CV a 4600 giri/min     | 1325            | 2970            | 1320            | 840                      | oltre 95                |
| 500R               | 1972          | 1975           | 660.000                 | 594,0            | 73,5           | 70         | 7,5:1              | 18 CV a 4000 giri/min     | 1325            | 2970            | 1320            | 840                      | oltre 100               |

## Colori
| codice | nome                   | colore | dal            | al             |
| ------ | ---------------------- | ------ | -------------- | -------------- |
| 102    | rosso corallo          |        | settembre 1968 | maggio 1972    |
| 115    | rosso medio            |        | ottobre 1960   | agosto 1971    |
| 135    | rosso corallo          |        | dicembre 1957  | ottobre 1960   |
| 165    | rosso corallo scuro    |        | novembre 1971  | agosto 1975    |
| 208    | giallo Positano        |        | settembre 1968 | novembre 1972  |
| 214    | avorio chiaro          |        | marzo 1958     | gennaio 1963   |
| 233    | bianco                 |        | marzo 1963     | agosto 1975    |
| 234    | avorio antico          |        | agosto 1968    | settembre 1973 |
| 235    | avorio                 |        | ottobre 1957   | marzo 1958     |
| 243    | bianco aurora          |        | febbraio 1970  | agosto 1971    |
| 246    | giallo tufo            |        | novembre 1974  | agosto 1975    |
| 247    | giallo Agip            |        |                |                |
| 252    | avorio scuro (Ferrero) |        | ottobre 1960   | novembre 1962  |
| 263    | verde chiaro           |        | 1962           | 1965           |
| 276    | giallo Tahiti          |        | novembre 1971  | agosto 1975    |
| 287    | giallo Pechino         |        | dicembre 1973  | novembre 1974  |
| 294    | arancione (Italgas)    |        | agosto 1964    | agosto 1971    |
| 315    | verde scuro            |        | gennaio 1961   | dicembre 1961  |
| 362    | verde chiaro           |        | luglio 1957    | dicembre 1957  |
| 363    | verde chiaro           |        | ottobre 1960   | marzo 1963     |
| 372    | verde chiaro           |        | dicembre 1957  | 1963           |
| 383    | verde oasi             |        | marzo 1963     | settembre 1964 |
| 403    | celeste medio          |        | marzo 1958     | 1963           |
| 413    | azzurro pervinca       |        | settembre 1961 | marzo 1963     |
| 415    | azzurro chiaro         |        | novembre 1971  | aprile 1974    |
| 419    | blu turchese           |        | settembre 1968 | agosto 1971    |
| 429    | blu chiaro             |        | luglio 1957    | dicembre 1957  |
| 433    | azzurro acquamarina    |        | novembre 1963  | settembre 1968 |
| 449    | blu medio              |        | gennaio 1959   | ottobre 1960   |
| 453    | blu medio              |        | novembre 1963  | giugno 1968    |
| 456    | blu scuro              |        | ottobre 1957   | agosto 1975    |
| 461    | celeste chiaro         |        | luglio 1957    | ottobre 1957   |
| 463    | turchese farfalla      |        | aprile 1974    | agosto 1975    |
| 469    | blu medio              |        | ottobre 1960   | 1963           |
| 472    | celeste crociera       |        | ottobre 1957   | marzo 1958     |
| 485    | blu medio              |        | settembre 1961 | marzo 1963     |
| 486    | blu chiaro marino      |        | marzo 1963     | settembre 1964 |
| 491    | azzurro                |        | 1968           |                |
| 495    | grigio                 |        | luglio 1957    | settembre 1957 |
| 498    | blu oriente            |        | febbraio 1970  | agosto 1971    |
| 583    | beige sabbia           |        | novembre 1963  | settembre 1973 |
| 600    | nero                   |        | settembre 1970 | agosto 1975    |
| 601    | nero                   |        | settembre 1968 | agosto 1971    |
| 604    | grigio garda           |        | febbraio 1970  | agosto 1971    |
| 615    | grigio chiaro          |        | agosto 1960    | agosto 1964    |
| 624    | grigio medio           |        | settembre 1968 | marzo 1970     |
| 634    | grigio scuro           |        | marzo 1963     | gennaio 1964   |
| 653    | grigio medio           |        | novembre 1963  | settembre 1968 |
| 672    | grigio chiaro latte    |        | ottobre 1957   | ottobre 1960   |
| 697    | grigio cenere          |        | gennaio 1963   | agosto 1964    |
| 793    | marrone testa di moro  |        | marzo 1970     | settembre 1971 |